# Douglasgranssläktet
Douglasgranarna (Pseudotsuga) utgör ett släkte inom familjen tallväxter (Pinaceae).
Dessa i Nordamerika hemmahörande träd har mycket gemensamt med de vanliga granarna (Picea), silver- eller ädelgranarna (Abies) och hemlockgranarna (Tsuga). Det exakta antalet arter inom släktet douglasgranar är fortfarande ett diskussionsämne. P. menziesii och dess naturliga variant P. menziesii "Glauca" (som av vissa anses vara en egen art) är de representanter för släktet som är föremål för storskalig odling.
Trädens kottar, som är något mindre än de på en vanlig gran, växer upprätt på grenarna fram till dess att de pollineras, varefter de hänger under grenarna. I likhet med vanliga granar och till skillnad från ädelgranarna faller douglasgranens kottar inte sönder efter fröspridning. Barren är gröna (eller i fallet "Glauca" blå) och sitter i inbuktningar på grenarna.
Virket är utmärkt och är vanligt förekommande som båtvirke. Trädets bark är ganska speciell och påminner mer om den på en tall. Douglasgranar kan bli mycket höga och breda.
Arten som helhet kallas på engelska vanligtvis "Douglas-fir", eller "Common Douglas-fir". Mindre kända namn är "Oregon Douglas-fir", "Douglas Tree", och "Oregon Pine". Oregon har arten som delstatsträd.
P. menziesii "Glauca" kan odlas i Sverige.

## Arter
Nordamerika
- Douglasgran (P. menziesii)
- Mexikansk Douglasgran (P. lindleyana)
- P. macrocarpa

Asien
- Japansk Douglasgran (P. japonica)
- Kinesisk Douglasgran (P. sinensis)